# Pseudoceros goslineri
Espèce
Pseudoceros goslineri une espèce de vers plats polyclades marins du genre Pseudoceros et de la famille des Pseudocerotidae. 

## Description
Cette espèce mesure jusqu'à 7 cm de long et 3 cm de large. Le corps est ovale et allongé. 
Les pseudo-tentacules sont bien déterminés sur la partie antérieure, de taille réduite et formés chacun par un pli de bord externe du corps. Les taches oculaires forme un ensemble de 30 capteurs. Le pharynx est large et plissé. 
Comme chez tous les Pseudoceros, cette espèce ne présente qu'un unique organe reproducteur mâle. Le canal déférent est non ramifié. La vésicule séminale est allongée. Le conduit éjaculateur est court et enroulé. La prostate est ronde. Le stylet est extrêmement court. L'antrum mâle et femelle est profond.
La livrée peut varier d'un individu à l'autre mais globalement elle se caractérise par une teinte de fond crème constellée de points roses, orange et rouge brique à marron, formant un ensemble très irrégulier. Il peut être observé sur certains individus une ligne médiane irrégulière parcourant le face dorsale dans le sens de la longueur. Un liseré rose à violet avec parfois des points blancs borde la périphérie du corps. La face ventrale est violette.

## Écologie et comportement

### Éthologie
Ce ver plat est benthique et diurne, se déplace à vue sans crainte d'être pris pour une proie.

### Alimentation
Pseudoceros goslineri se nourrit exclusivement d'ascidies coloniales.

## Habitat et répartition

### Répartition
Cette espèce se rencontre dans la zone tropicale indo-pacifique, de l'Afrique  à la Micronésie.

### Habitat
Son habitat est la zone récifale externe sur les sommets ou sur les pentes. Il peut être observé jusqu'à 30 m de profondeur.

## Systématique
Le nom valide complet (avec auteur) de ce taxon est Pseudoceros goslineri Newman & Cannon, 1994.

### Étymologie
Cette espèce a été nommée en l'honneur du Dr. Terry Gosliner.

### Publication originale
1. 1 2 3 4 5 6  (en) Leslie Newman et Lester Cannon, « Pseudoceros and Pseudobiceros (Platyhelminthes, Polycladida, Pseudocerotidae) from eastern Australia and Papua New Guinea », Memoirs of the Queensland Museum, vol. 37, no 1,‎ 1994, p. 205-266 (lire en ligne)